# Драконья сага
«Драконья сага» (англ. «Wings of Fire») — книжная серия в жанре фэнтези, написанная американской писательницей венесуэльского происхождения Туи Сазерленд. По состоянии на май 2025 года серия в общей сложности состоит из 21 опубликованной книги,  каждая из которых переведена на русский язык. На оригинальном языке книжная серия издаётся американским издательством Scholastic. Продано более 14 миллионов экземпляров, серия находилась в списке бестселлеров New York Times более 122 недель. В России переводом книг этой серии занимается российское издательство «АСТ».

## Состав серии
На момент мая 2025 года книжная серия «Драконья сага» состоит из 21 опубликованной книги. Из них 15 книг составляют основные циклы произведения, две книги — особый цикл «Легенды», остальные 4 представляют из себя короткие рассказы, именуемыми «крылышками» (англ. Winglets). Первоначально «Крылышки», будучи электронными книгами, публиковались отдельно по мере их написания. Позднее, 6 октября 2020 года, все эти 4 рассказа были включены в один сборник под название «The Winglets Quartet». В России же он вышел 1 октября 2020 года под названием «Мятежники». Помимо основных книг и их ответвлений, также изданы прочие дополняющие сюжет издания и интерактивные книги.
Все обложки к оригинальным книгам, в том числе и референсные изображения драконьих племён, были выполнены канадской художницей Джой Янг (англ. Joy Ang). Каждый основный цикл серии начинается с поэтического отрывка, оформленного в форме пророчества, который частично отражает основные события книг.

### Первый цикл «Пророчество о драконятах»
1. «Пророчество о драконятах» (в ориг. «The Dragonet Prophecy»); опубликована 2 июля 2012 года
2. «Потерянная принцесса» (в ориг. «The Lost Heir»); опубликована 1 января 2013 года
3. «Скрытое королевство» (в ориг. «The Hidden Kingdom»); опубликована 28 мая 2013 года
4. «Мрачная тайна» (в ориг. «The Dark Secret»); опубликована 29 октября 2013 года
5. «Трёхлунная ночь» (в ориг. «The Brightest Night»); опубликована 25 мая 2014 года

### Второй цикл «Пророчество Яшмовой горы»
1. «Восхождение Луны» (в ориг. «Moon Rising»); опубликована 30 декабря 2014 года
2. «Сердце Холода» (в ориг. «Winter Turning»); опубликована 30 июня 2015 года
3. «Преодоление Беды» (в ориг. «Escaping Peril»); опубликована 29 декабря 2015 года
4. «Когти власти» (в ориг. «Talons of Power»); опубликована 27 декабря 2016 года
5. «Драконья Тьма» (в ориг. «Darkness of Dragons»); опубликована 25 июля 2017 года

### Третий цикл «Пророчество Затерянных земель»
1. «Затерянные земли» (в ориг. «The Lost Continent»); опубликована 26 июня 2018 года
2. «Королева ульев» (в ориг. «The Hive Queen»); опубликована 26 декабря 2018 года
3. «Отравленные джунгли» (в ориг. «The Poison Jungles»); опубликована 30 июля 2019 года
4. «Опасный дар» (в ориг. «The Dangerous Gift»); опубликована 2 марта 2021 года
5. «Пламя Надежды» (в ориг. «Flame of hope»); опубликована 5 апреля 2022 года

### Цикл «Легенды»
1. «Мракокрад» (в ориг. «Darkstalker»); опубликована 28 июня 2016 года
2. «Драконоборец» (в ориг. «Dragonslayer»); опубликована 3 марта 2020 года

### Цикл «Крылышки»
Первоначально каждая из книг этого цикла являлась электронной книгой, каждую из которых по-отдельности можно было приобрести в интернет-магазинах. Позднее эти же книги несколько раз переиздавались в печатном издании в форме сборников.

#### Электронные книги цикла «Winglets»
1. «Узники» (в ориг. «Prisoners»); опубликована 31 марта 2015 года
2. «Убийца» (в ориг. «Assassin»); опубликована 29 сентября 2015 года
3. «Дезертир» (в ориг. «Deserter»); опубликована 29 мая 2016 года
4. «Побег» (в ориг. «Runaway»); опубликована 27 сентября 2016 года

#### Сборники
1. «A Winglets Collection: The First Three Stories» — опубликован в сентябре 2016 года. Включает в себя первые три книги цикла - «Prisoners», «Assassin», «Deserter».
2. «Winglets Flip Book», или «Wings of Fire mini-book» — опубликован 27 сентября 2019 года в качестве эксклюзивного издания, которое можно было приобрести лишь в некоторых независимых книжных магазинах в День независимых книжных магазинов (празднуется в последнюю субботу апреля). Книга представляла собой сборник из 2 рассказов - «Assassin» и «Deserter», причём текст обоих рассказов располагался таким образом, что для прочтения одного из них требовалось перевернуть книгу. Помимо рассказов, книга содержала письмо автора.
3. «Мятежники» (в ориг. «The Winglets Quartet») — опубликован 6 октября 2020 года, состоит из всех 4 рассказов цикла «Крылышки». В России был опубликован раньше - 1 октября 2020 года.

### Прочие издания
1. «Forge Your Dragon World» — интерактивная книга, опубликованная 4 мая 2021 года. Иллюстрации были выполнены Майком Холмсом. Книга предлагает опробовать в себя в написании собственной истории в рамках серии «Драконья сага», пользуясь советами Туи Сазерленд.
2. «Official Wings of Fire Coloring Book» — интерактивная книга-раскраска, опубликованная 5 апреля 2022 года. Автор иллюстраций - американка Брианна Уолш, ранее известная среди фанатского сообщества книжной серии под псевдонимом Peregrinecella.
3. «A Guide to the Dragon World» — книга-путеводитель по миру «Драконьей саги», опубликованная 3 октября 2023 года. Книга дополняет сюжет основных произведений через отдельные рассказы, посвящённые драконьим племенам и написанные от лица героев книг с целью укрепления связей между некогда разобщёнными войной драконьими племенами и развеяния слухов. Иллюстратором книги выступила Джой Янг.
4. «The Official Wings of Fire How to draw» — интерактивная книга, опубликованная 7 ноября 2023 года. Иллюстратор - Брианна Уолш. Данная книга предлагает попробовать нарисовать героев книг собственноручно, пользуясь поэтапными набросками и советами художницы Брианны Уолш.
5. «Official Wings of Fire Stained Glass Art Book» - интерактивная книга-раскраска, опубликованная 4 февраля 2025 года. В данной книге содержатся готовые макеты солнцеуловителей (декоративных оконных украшений, пропускающие и преломляющие солнечный свет подобно витражу) за авторством Брианны Уолш, которые необходимо раскрасить по собственному желанию при помощи маркеров, содержащихся в комплекте с книгой.

### Предстоящие издания
Первоначально Туи Сазерленд после выхода «Пламени надежды» планировала временно приостановить написание книг серии «Драконьей саги» и, возможно, даже заняться новыми сериями. Осенью 2023 года на одном из мероприятий Туи подтвердила, что собирается начать работы по написанию 4 цикла. Осенью 2024 года было подтверждено, что работы над 16-й книгой основной серии уже ведутся. В апреле 2025 было раскрыто название книги - «The Hybrid Prince» (букв. «Принц-гибрид»), а также примерная дата её публикацию - 3 марта 2026 года. В настоящее время неизвестно, кто именно будет выступать главным героем. Известно, что между 4-м и 3-м циклами будет установлен временной промежуток, действия будут происходить в ранее неописанным местах.

## Сюжет
Действие сюжета всех книг серии разворачивается на "землеподобной" планете с тремя "луноподобными" естественными спутниками. В основном главными персонажами выступают разумные драконы, являющимися доминирующим видом на своей планете. По уровню развития их цивилизация очень схожа с человеческой во времена средневековья. На планете обитает несколько видов разумных драконов, именуемыми племенами. Так, среди них различают земляных (в ориг. MudWings), морских (в ориг. SeaWings), радужных (в ориг. RainWings), ночных (в ориг. NightWings), песчаных (в ориг. SandWings), ледяных (в ориг. IceWings) и небесных (в ориг. SkyWings) драконов. Все эти драконьи племена обитают на материке под названием Пиррия (в ориг. Pyrrhia). Помимо Пиррии, на драконьей планете также есть и другой, позабытый драконами из Пиррии, континент - Пантала (в ориг. Pantala). На этом материке обитают насекомоподобные ядожалы (в ориг. HiveWings), шелкопряды (в ориг. SilkWings) и листокрылы (в ориг. LeafWings), чья жизнь не представляется без лесов.
Каждое племя имеет очень существенные различия как в биологическом, так и  плане строения своего племени. Среди них существенную роль в сюжете играют способности ночных драконов к предвидению будущего и чтению чужих мыслей, но за последние 2000 лет они были утрачены.
Также стоит отметить, что нередко встречаются гибриды - драконы, сочетающие в себе различные черты своих разноплеменных родителей.
Помимо обычных, типичных для определённого племени способностей, дракон также может обладать дракомантией (в ориг. Animus) - возможностью зачаровывать предметы и живых существ. В основном дракоманты встречаются среди драконов морского, песчаного и ночного племени. Ранее королевские особы ледяного племени также обладали дракомантией, но позднее она была утрачена. Дракоманты также встречались среди небесных драконов, но из-за представляемой ими опасности их убивали, сбрасывая со скалы.
Помимо драконов, на планете также обитают и другие виды флоры и фауны, на удивление похожие на те, что обитают на Земле. В это число также и входят люди, которых драконы называют воришками (в ориг. Scavengers).
Ранее все драконы обитали в Пиррии и существовали по отдельности, без намёков на какие-либо племена. В это же время доминирующим видом на планете считались воришки. Но в какой-то момент драконы решили создать свою цивилизацию, разделиться на племена во главе со своими королевами и общими усилиями свергнуть воришек. Это произошедшее событие, получившее у драконов название "Пожар" (в ориг. Scorching), считается точкой отсчёта времени, схожей с системой отсчёта, началом которой является Рождество Христово (для примера: 5000 AS - пятитысячный год после Пожара (в ориг. after Scorching)). Последующие столетия драконьи племена старались сосуществовать в мире. Спустя несколько сотен лет некоторые драконы перебрались в Панталу, который через некоторые время был позабыт пиррийскими племенами.

### Цикл «Пророчество о драконятах»
Действия сюжета данного цикла происходят в 5011 году после Пожара, главными героями выступает пятёрка драконят: добродушный и сильный земляной Глин, бойкая и всегда готовая к бою морская Цунами, своенравная «королева сарказма» радужная Ореола, начитанный и верный ночной Звездокрыл и по-настоящему добрая, видящая всё в розовом цвете, немного непохожая на других песчаных драконов Солнышко.
Практически все драконьи племена вступили на тропу войны между собой. Причиной этому стала возникшая в 4991 году после Пожара междоусобица между тремя сёстрами-наследницами трона Песчаного королевства после смерти предыдущего правителями — их матери, песчаной драконихи Оазис. Каждая из трёх непохожих друг на друга сестёр-песчаных драконих нашла себе союзников в лице других драконьих племён. Так, старшая и самая сильная из них, Огонь, предпочла заключить союз с небесными и земляными драконами, отличающаяся же умом и хитростью Ожог добилась помощи со стороны морских драконов, а младшую сестру — Пламень, собственная красота для которой всегда стоит на первом месте, поддержали многие её соплеменники — песчаные драконы, а также ледяные. Радужные драконы из-за собственных убеждений и ''славящейся'' среди других племён репутации не участвовали в войне с самого её начала.
Продолжительная война унесла жизни уже многих драконов. Не хотевшие мириться с этим некоторые драконы из разных драконьих племён объединились в одну подпольную организацию, получившую название «Когти мира» (в ориг. Talons of Peace). Их целью стало во что бы то ни стало закончить жестокую войну. В это же время таинственное племя ночных драконов в лице предсказателя Провидца преподнесло миру своё  пророчество. Данное пророчество гласило, что начатая война закончится спустя 20 лет после того, как драконята судьбы, вылупившиеся в Трёхлунную ночь (местное астрономическое событие, при котором все три луны находятся в фазе полнолуния), выберут одну из трёх сестёр на роль королевы Песчаного королевства. Пророчество стало для «Когтей мира» единственным шансом для того, чтобы прекратить войну. Спустя 12 лет после начала войны «Когти мира», заключившие своего рода союз с Провидцем, попытались выполнить все требования пророчества, хоть и не без потерь. Для исполнения пророчества нужны были пятеро драконят из земляного, морского, небесного, ночного и песчаного племён. В конечном итоге «Когтям мира» удалось получить почти все нужные яйца, кроме яйца с небесным дракончиком. Порученный для добычи этого яйца ледяной дракон Иней был убит одной из трёх песчаных сестёр — Огонь. Из-за нехватки времени и невозможности раздобыть ещё одно яйцо небесных драконов «Когтям мира» ничего не оставалось, как заменить небесного дракончика радужным, которым впоследствии стала Ореола. Спустя 6 лет, проведённых в пещерах, вылупившиеся в Трёхлунную ночь драконята судьбы, вдоволь натерпевшиеся жизнью в замкнутых пещерах вместе с не всегда добрыми воспитателями из «Когтей мира» без возможности выйти во внешний мир, решили не дожидаться ещё двух лет до того, как им предоставится возможность прекратить войну, и устроили побег. Теперь пятерым драконятам предстоит самим выживать в опасном мире, заводить себе верных друзей, стараться найти способ прекратить войну и вернуть так желанный всеми мир в Пиррию.

### Цикл «Пророчество Яшмовой горы»
Действия второго цикла происходят в 5012 году после Пожара. Протагонистами цикла на сей раз становится чудаковатая по мнению соплеменников ночная Луновзора (или просто Луна) с даром чтения мыслей и предвидения скорого будущего, полный гордыни ледяной принц Холод, вспыльчивая и опасная небесная дракониха Беда с огненной чешуёй, воспламеняющая всё, к чему только может притронуться, неуверенный в себе морской дракомант Карапакс и очень наблюдательный и старающийся во всём понравиться окружающим песчаный Вихрь.
Прошло полгода с того момента, как война за престол Песчаного королевства закончилась. Герои книг первого цикла, Глин, Цунами, Ореола, Звездокрыл и Солнышко, стараясь как можно быстрее вернуть бывалый мир в земли Пиррии и помирить все драконьи племена, основали в пещерах Яшмовой горы академию для всех драконьих племён. В академию были приглашены 35 драконов, которые были разделены на крылышки (ученические группы), в каждой из которых присутствовало по одному представителю из каждого пиррийского племени. Таким образом, в академии Яшмовой горы сформировалось 5 крылышек: золотое, серебряное, медное, кварцевое и яшмовое. В последнее были приняты Луновзора, Холод, Карапакс, Вихрь, Кинкажу, Сердолика и Охр. Во время пребывания в академии застенчивая Луновзора старалась сохранить свои сверхъестественные способности в тайне, дабы не подвергнуть себя опасности и не потерять доверие. Во время пребывания на Яшмовой горе в своих мыслях она знакомилась с неизвестным драконом, заточённым под неизвестной горой, который, как оказалось, также умеет читать чужие мысли и видеть будущее. Он помог привыкшей быть одной из-за своего дара Луновзоре не сойти с ума из-за чрезмерного потока чужих мыслей. Взамен же дракон попросил ночную помочь ему освободиться из заточения. Дракониха согласилась, но спустя время ей пришло видение, в котором Пиррии вновь грозит опасность, из-за чего Луновзоре всё же пришлось раскрыть свою тайну своим товарищам по крылышку. Теперь же очередному поколению драконят вновь предстоит спасти Пиррию, на сей раз от неизвестной надвигающейся беды.

### Цикл «Пророчество Затерянных земель»
В третьем цикле основные действия сюжета переносятся уже на другой континент драконьей планеты - давно позабытую Панталу. Главные герои следующих пяти книг - послушный и верующий в правильность действий его правительницы шелкопряд Синь, сообразительная и неподдающаяся внушению со стороны правительницы, в отличие от её соплеменников, ядожалиха Сверчок, агрессивная по отношению к племени ядожалов и обладающая способностями к листомантии листокрылка Росянка, ставшая правительницей не по своей воле ледяная Снежна и не желающая мириться с диктатурой своей правительницы, а также сестра Синя - шелкопрядиха Луния.
5012 год после Пожара. За 50 лет до этого по инициативе диктаторской особы, королевы Осы, большая часть лесов на Пантале были вырублены в ходе так называемых "Древесных войн". Ранее шелкопряды, ядожалы и листокрылы существовали в мире, каждое племя в своём собственном уголке Панталы под властью трёх королев. Но вступившая на престол ядожалиха Оса захотела властвовать над всеми тремя племенами. Воспользовавшись книгой с записями о будущем, составленной умевшей предсказывать будущее, прилетевшей на Панталу и ставшей среди местных божеством Ясновидицей, Оса заполучила власть над доверчивыми и миролюбивыми шелкопрядами, а их королева, Монарх, преклонилась пред ядожалихой. Королева же листокрылов Секвойя не поверила словам Осы и не захотела подчиниться. В итоге между ядожалами и листокрылами вспыхнула война. В ходе войны были вырублены практически все леса (не считая северо-восточный уголок - Отравленные джунгли), а листокрылы, по мнению ядожалов и шелкопрядов, были истреблены. Ядожалы и шелкопряды основали ряд соединённых между собой поселений, названных ульями.
Шелкопряд Синь, желавший жизни без бед, доверяет королеве Осе, несмотря на то, что она способна управлять разумом всех ядожалов, а сами шелкопряды после своего преклонения перед ней оказались практически рабами по отношению к ядожалам. Его же единокровная сестра Луния, наоборот, не желала жить в рабстве, тем самым изо дня в день беспокоя брата. В какой-то момент для Лунии настал день её Превращения (в этот день 6-летние шелкопряды окутывают себя в коконы и выходят из них уже с полностью сформировавшимися крыльями и возможностью испускать шёлк из запястий). В этот момент стало ясно, что Луния не обычный шелкопряд, а огнепряд, способный испускать огнешёлк (шёлк, испускающий свет и тепло, служащий одним из ценных материалов в производстве). По приказу королевы Осы стражники-ядожалы забрали кокон с Лунией с собой. Синю шелкопрядихи Ио стало ясно, что ему стоит бежать. Теперь дракончику предстоит скрываться от роя подвергнутых внушению ядожалов, заводить себе необычных друзей в лице ядожалихи Сверчок и листокрылки Росянки, попытаться освободить свою сестру, разгадать секреты королевы Осы, освободить шелкопрядов и ядожалов от её власти и многое другое. И кажется, без помощи со стороны иноземцев здесь не обойтись.

### Цикл «Легенды»
В настоящее время данный цикл состоит из двух книг, каждая из которых повествует о трёх поначалу не связанных между собой персонажах, которым спустя некоторое время всё же приходится встретиться друг с другом.
В «Мракокраде» повествуется о гибриде ночного и ледяного обладающим дракомантией (драконьей магией) Мракокраде, живущем в семье с сестрой Вьюгой, отцом Арктиком и матерью Лютой. Он обладает очень сильным даром к предвидению и чтению мыслей и желает захватить власть в Ночном королевстве. Мракокрад очень обеспокоен насчёт будущего ночной драконихи Ясновидицы, способной видеть различные варианты будущего, и о морском дракоманте Глубине. События происходят за 2000 лет до событий, описанных в первом, втором и третьем цикле.
Главными героями «Драконоборца» выступают воришки, а именно Лиана, Листик и Ласточка. В жизни каждого из персонажей драконы занимают особое место. Лиана испытывает любопытство к огромным созданиям. Листик желает убить одного из них, желая отомстить за свою сестру. А Ласточка, которой «выпала великая честь» стать даром жертвоприношения драконам, устроенным жителями её деревни, покинула человеческое общество и повстречала детёныша небесного дракона, назвав Небом, с которым у неё возникли дружеские отношения. События книги, в основном, происходят попутно вместе с событиями 1-го цикла.

### Крылышки
«Крылышки» - короткие рассказы, повествующие о второстепенных персонажах, встречавшихся в основных циклах. В настоящее время было выпущено четыре таких произведения.
Действия первых трёх крылышек происходят незадолго до конца войны за престол Песчаного королевства, начатой в 5001 году после Пожара. «Узники» повествует о жизни двух ночных возлюбленных, стремившихся свергнуть радужную дракониху, ставшей королевой для ночных и радужных драконов, за что позднее были заключены в тюрьму песчаных драконов, а именно о Зубасте и Крылане. «Убийца» ведётся от лица ночного, бывшего наёмного убийцы - Потрошителя, познавшего трудности выбора между беспрекословным выполнением приказов королевы и своими личными предпочтениями. Главным героем «Дезертира» выступает верный своему королевству песчаный дракон с анатомическим отклонением, связанным с лишними пальцами на передних лапах (см. полидактилия), Шестипалый, которому в какой-то день всё же приходится пуститься в бега. События же «Побега» переносятся в 3006 год после Пожара, задолго до основных событий книги из цикла «Легенды» - «Мракокрад». Главная тема произведения - любовь между ночной драконихой Лютой и ледяным принцем Арктиком, ставшей причиной многолетней вражды между ночными и ледяными драконами.

## Адаптация

### Графические романы
В 2018 году издательство «Scholastic» с разрешения автора серии «Драконья сага» Туи Сазерленд начала издавать графические романы, являющиеся адаптациями оригинальной книжной серии. Художником выступил Майк Холмс. В настоящее время на оригинальном языке было выпущено 6 графических романов, охватывающих в себе сюжет всего первого цикла. Начиная с 8 января 2020 года, переводом графическим романов на русский язык занимается издательство «АСТ».

#### Адаптации 1-го цикла
1. Графический роман «Пророчество о драконятах» (в ориг. «The Dragonet Prophecy»); опубликован 2 января 2018 года
2. Графический роман  «Потерянная принцесса» (в ориг. «The Lost Heir»); опубликован 26 февраля 2019 года
3. Графический роман «Скрытое королевство» (в ориг. «The Hidden Kingdom»); опубликован 15 октября 2019 года
4. Графический роман «Мрачная тайна» (в ориг. «The Dark Secret»); опубликован 29 декабря 2020 года
5. Графический роман «Трёхлунная ночь» (в ориг. «The Brightest Night»); опубликован 28 декабря 2021 года

#### Адаптации 2-го цикла
- Графический роман «Восхождение Луны»( в ориг. «Moon Rising»);опубликован 27 декабря 2022 года

### Анимация
Совместно с ARRAY и Warner Bros. Animation разрабатывался анимационный телесериал для Netflix. Но по внутренним причинам его отменили.